# Lika Kavjaradze
Lika Vissarionovna Kavjaradze (georgiană ლიკა ქავჟარაძე, rusă Ли́ка Виссарио́новна Кавжара́дзе; n. 26 octombrie 1959, Tbilisi, Republica Sovietică Socialistă Gruzină, URSS – d. 11 octombrie 2017, Tbilisi, Georgia) a fost o actriță de film georgiană, cunoscută mai ales pentru rolul său din drama Arborele dorințelor (1976), film realizat de Tengiz Abuladze.
S-a născut la Tbilisi. A luat lecții de pian la Conservatorul de Stat din Tbilisi⁠(d), pe care l-a absolvit în 1973.

## Biografie
Debutul în actorie l-a avut în filmul Când a înflorit migdalul⁠(d) din anul 1972.
În același an, a fost invitată în studioul de film Kartuli Pilmi, unde a jucat mai multe roluri, printre care și personajul Marita, în filmul de succes și de referință Copacul dorințelor în regia lui Tengiz Abuladze, în 1976. În total, a jucat în 32 de filme. Era pasionată și de pictură.
A fost căsătorită cu fizicianul Sandro Taktakișvili. Fiul lor Levan locuiește în SUA și este jurist.
A fost găsit moartă în propriul apartament din Tbilisi la vârsta de 57 de ani, la 11 octombrie 2017. Una din ipotezele decesului este că actrița s-a sinucis, alta că ar fi suferit un infarct miocardic. Procesiunea de înmormântare a avut loc la Catedrala „Sfânta Treime” din Tbilisi⁠(d), iar trupul neînsuflețit a fost înhumat într-un cimitir din cartierul Vake din Tbilisi.

## Filmografie selectivă
- 1972 Când a înflorit migdalul (როცა აყვავდა ნუში / Когда зацвёл миндаль), regia Lana Gogoberidze
- 1975 Dragoste, mare e puterea ta (Любовь, велика сила твоя)
- 1976 Arborele dorințelor (Natvris khe / Древо желания), regizor Tenghiz Abuladze
- 1982 Munții albaștri⁠(d) (Tsisperi mtebi anu daujerebeli ambavi / Голубые горы, или Неправдоподобная история), regia Eldar Șenghelaia
- 1992 Soarele celor care nu dorm⁠(d) (Udzinarta mze / Солнце неспящих), regia Temur Babluani